# Rue du Marché-Ordener
La rue du Marché-Ordener est une voie du 18e arrondissement de Paris, en France.

## Situation et accès

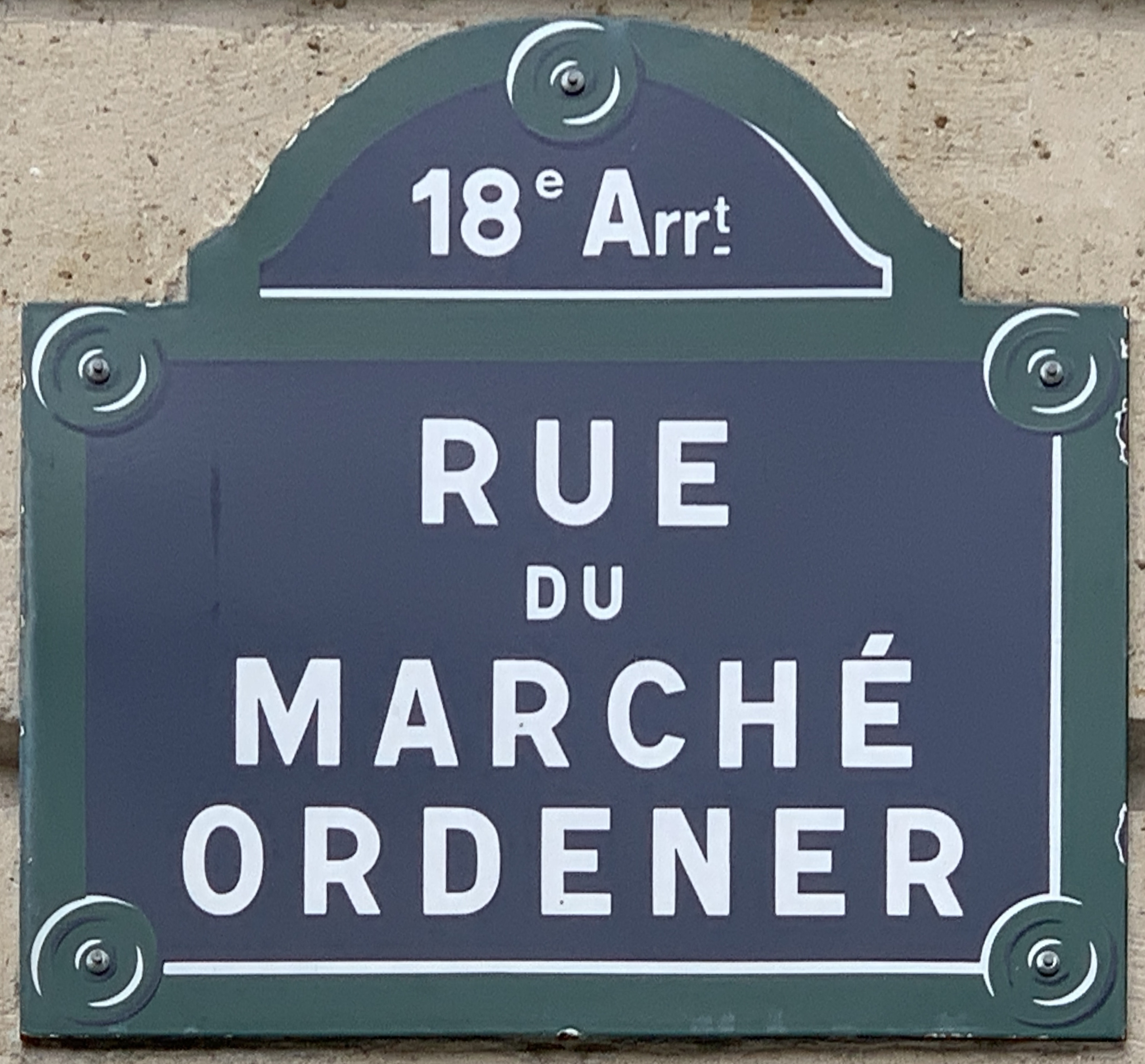
Plaque de la rue.

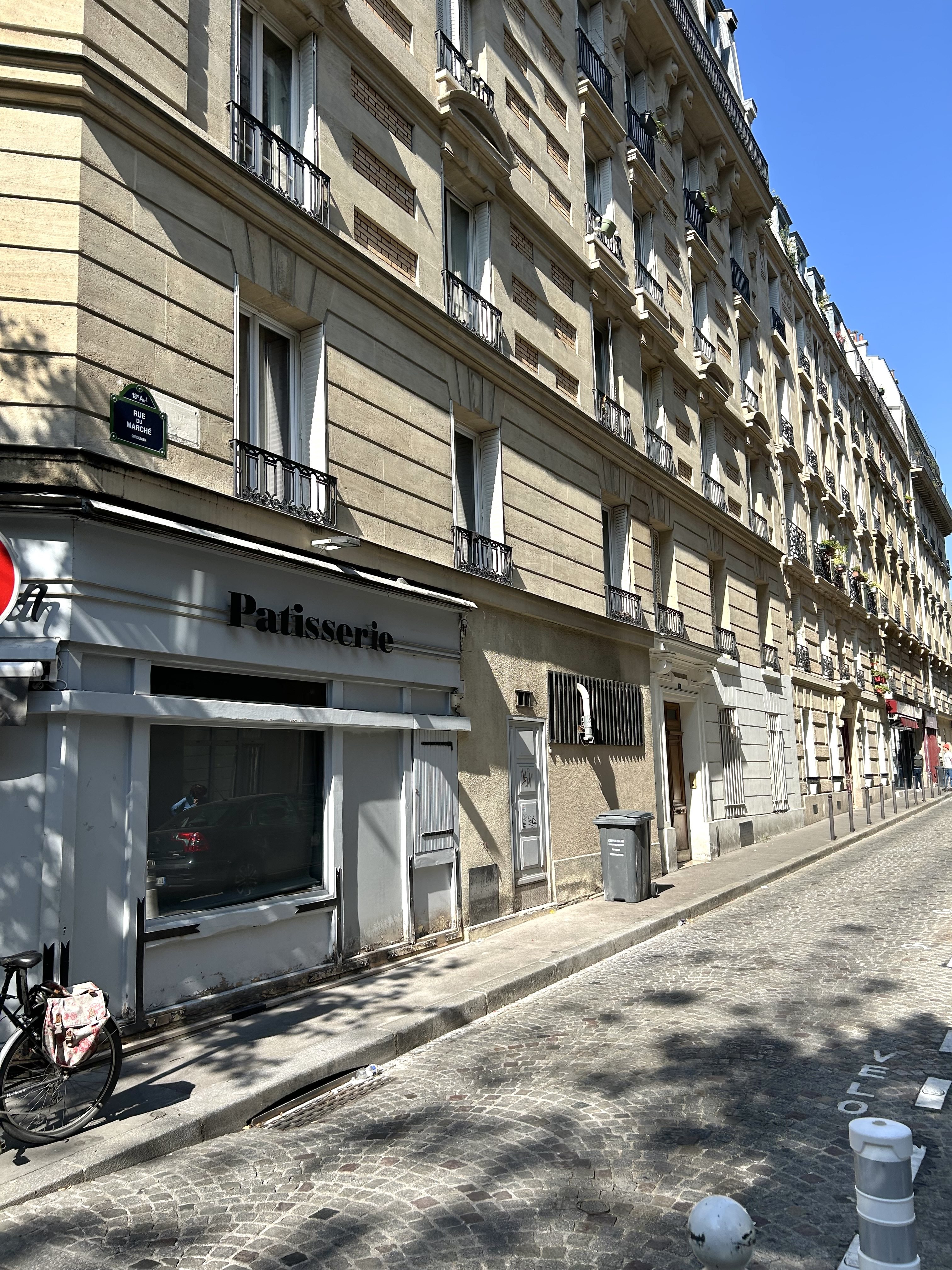
Autre vue de la rue.

La rue du Marché-Ordener est une voie publique située dans le 18e arrondissement de Paris. Elle débute au 172, rue Ordener et se termine au 175-175 bis, rue Championnet.

## Origine du nom
Cette rue doit son nom au voisinage d'un marché volant, appelé « marché Ordener », installé sur un trottoir de la rue Ordener.

## Historique
Cette voie est ouverte sous sa dénomination actuelle en 1891.
Il s'agissait autrefois d'une voie privée.